# Livros deuterocanônicos
O termo deuterocanônico (português brasileiro) ou deuterocanónico (português europeu) refere-se a um conjunto de sete livros que estão presentes na Septuaginta, antiga tradução em grego do Antigo Testamento. O judaísmo rabínico, após o Sínodo de Jâmnia, concílio rabínico farisaico, realizado entre o final do Século I d.C e o início do Século II d.C, não os considerou canônicos, bem como alguns grupos cristãos, comumente os Protestantes. Foram posteriormente admitidos como autênticos pelo Concílio de Roma em 382 d.C., de Hipona em 393 d.C., III Concílio de Cartago em 397, o Concílio de Florença (1431-1439) e no Concílio de Trento, iniciado em 1545.

## Etimologia
O termo "deuterocanônico" é formado pela raiz grega deutero (segundo) e canônico (que faz parte do Cânon, isto é do conjunto de livros considerados inspirados por Deus e normativos por uma religião ou igreja). Assim, o termo é aplicado a livros e partes de livros bíblicos que só num segundo tempo foram considerados como canônicos.

## Utilização teológica
O adjetivo "deuterocanônico" é originalmente aplicado a estes textos pelos cristãos, por considerarem que foram adicionados num segundo momento da História do Cristianismo como inspirados e fazendo parte integral da Bíblia para os católicos, mas não para os protestantes. Por outro lado, para estes últimos, os livros são considerados patrimônios históricos, tendo portanto algum valor literário e religioso. Para alguns segmentos cristãos, os livros também são considerados apócrifos. Martinho Lutero, reconhecendo a importância de se conhecer os mesmos, incluiu-os originalmente na sua tradução da Bíblia para o alemão, em apêndice.
Além da Igreja Católica, outras igrejas utilizam-se dos livros Deuterocanônicos em suas Bíblias, tais como a Igreja Anglicana e as Igrejas Ortodoxas  Copta,  Siríaca,  Grega e  Russa. Algumas correntes judaicas, como o judaísmo etíope e o judaísmo egípcio, também aceitam os livros deuterocanônicos como livros inspirados e os incluem em seus cânones.
O assunto da autenticidade e do valor teológico desses livros foi tratado em vários concílios e documentos papais, sobretudo em 1545-1563 d.C. - Concílio de Trento, Ecumênico, declarando o cânon de 46 livros no Antigo Testamento e imputando como anátema quem os rejeitar (vide Cânone de Trento).

## Lista dos livros deuterocanônicos do Antigo testamento
Para informações mais completas sobre os livros canônicos das respectivas tradições cristãs, ver Cânon Bíblico, de onde os dados constantes aqui foram resumidos.
São deuterocanônicos (considerados apócrifos pelos protestantes) os seguintes livros veterotestamentários:

### Catolicismo Romano
- Tobias.
- Judite.
- I Macabeus.
- II Macabeus.
- Sabedoria de Salomão.
- Eclesiástico ou Siraque (também chamado de Sirácida).
- Baruque (incluindo no último capítulo a epístola de Jeremias).

Além destes, há fragmentos deuterocanônicos dentro de livros protocanônicos, quais sejam:
- Adições em Ester

1. Cumprimento do sonho de Mardoqueu (Ester 10:4–13)
2. Interpretação do Sonho de Mordecai (Vulgata: Ester 11)
3. Conspiração dos Dois Eunucos (Vulgata: Ester 12)
4. Carta de Aman e a Oração de Mardoqueu aos Judeus (Vulgata: Ester 13)
5. A Oração de Ester (Vulgata: Ester 14)
6. Ester vai à presença do rei (Vulgata: Ester 15)
7. Carta do Rei Artaxerxes (Vulgata: Ester 16)

- Adições em Daniel

1. A Oração de Azarias e o Cântico dos Três Filhos Santos (Septuaginta: Daniel 3:24–90)
2. Susana e os Anciãos (prólogo da Septuaginta, Vulgata: Daniel 13)
3. Bel e o Dragão (Epílogo da Septuaginta, Vulgata: Daniel 14)

### Igrejas Ortodoxa e Ortodoxa Oriental
Na Igreja Católica Ortodoxa, e na Ortodoxia Oriental, além dos livros citados acima, também são incluídos os seguintes:
- I Esdras, conhecido como III Esdras na tradução Vulgata da Bíblia.
- II Esdras, conhecido como IV Esdras na tradução Vulgata da Bíblia. Também é nomeado como III Esdras na Igreja Ortodoxa Eslava, pois II Esdras é Esdras e Neemias juntos (como ainda são apresentados no Judaísmo rabínico e caraíta).
- III Macabeus.
- Livro das Odes, uma coleção de cânticos e preces, dentre os quais destaca-se a Oração de Manassés.
- Salmo 151.
- Epístola de Jeremias (separado de Baruque).

### Outras tradições ortodoxas
Em algumas Igrejas Ortodoxas, os seguintes livros também constam no cânon bíblico:
- Jubileus.
- I Enoque.
- II Enoque.
- III Enoque.
- Paralipômenos de Baruque.
- II Baruque.
- IV Baruque.
- IV Esdras.
- IV Macabeus.
- I Meqabyan (I Macabeus Etíope).
- II Meqabyan (II Macabeus Etíope).
- III Meqabyan (III Macabeus Etíope).
- Josippon.

### Apócrifos para todas as tradições cristãs
São livros que, embora possam constar em alguns manuscritos encontrados juntamente com livros deuterocanônicos, não estão no cânon bíblico oficial de nenhuma tradição cristã (apócrifos):
- V Esdras.
- VI Esdras.
- A Guerra Judaica.
- Testamento dos Doze Patriarcas.
- José e Aseneth.
- Salmos 152 a 155.
- Salmos de Salomão.
- Oração de Salomão.
- Ascensão de Isaías.

## Origem dos deuterocanônicos do Antigo Testamento
Os livros deuterocanônicos foram escritos entre Malaquias e Mateus, ou seja, numa época em que segundo o historiador judeu Flávio Josefo, cessara por completo a revelação divina.
Os textos deuterocanônicos, atrás referidos, chegaram até nós apenas em grego (alguns escritos originalmente nessa língua, outros traduzidos duma versão hebraica, que se perdeu), fazendo parte da chamada Bíblia dos Setenta, ou Septuaginta, a tradução da Bíblia em grego, feita por volta do século III a.C, para uso dos judeus da Diáspora, e adotada pelos cristãos desde o início como seu texto bíblico de referência. Tais textos não se encontram, pois, na Bíblia Hebraica ou Tanakh.
Num famoso encontro de rabinos judeus, o chamado Concílio de Jâmnia, realizado nos finais do século I d.C, destinado a procurar um rumo para o judaísmo, após a destruição do Templo de Jerusalém, no ano 70 d.C, os participantes decidiram aceitar como textos canônicos do judaísmo apenas os que existiam em língua hebraica e que remontassem ao tempo do profeta Esdras, ainda que a versão grega da Escritura fosse de uso corrente para a comunidade judaica em Israel, como o atestam livros do Novo Testamento, que ao citar trechos vétero-testamentários, algumas vezes o fazem recorrendo ao texto dos Setenta.
Apesar da crítica moderna afirmar que vários livros que constam no Cânon Hebraico são posteriores ao tempo de Esdras, os estudiosos explicam que os Fariseus não dispunham do método científico que existe hoje para se datar uma obra, ou mesmo para se atribuir a ela um autor. De qualquer forma, os critérios por eles adotados excluíram os livros deuterocanônicos do Cânon Hebraico (ou Judaico).

## Os Deuterocanônicos do Novo Testamento
Houve sete livros e trechos do Novo Testamento considerados deuterocanônicos pelos católicos e apócrifos por muitos grupos protestantes: as epístolas de Hebreus, Tiago, II Pedro, II e III João e Judas e o livro de Apocalipse, assim como trechos do Novo Testamento, como a Perícope da Adúltera do evangelho de João 7:53 até João 8:1-11.
Lutero chegou até mesmo a duvidar da canonicidade das epístolas aos Hebreus, Tiago, Judas e Apocalipse, que na sua tradução da Bíblia para o alemão deixou-os num apêndice sem numeração de páginas e considerados como apócrifos.
Em 1546, o catolicismo romano convoca o Concílio de Trento, que definitivamente reafirma o que já era aceito em caráter canônico do Cânone Alexandrino do século III a.C. (vide Cânone de Trento)
No início não houve consenso entre os protestantes sobre o Cânon do Antigo e do Novo Testamento. O Rei Jaime I da Inglaterra, responsável pela famosa Versão do Rei Jaime (King James Version), defendia que os deuterocanônicos, bem como os protestantes da Inglaterra também concordavam, deveriam continuar constando nas Bíblias Protestantes. No Brasil, na tradução de Almeida do ano de 1681, eles já apareciam.

## Controvérsia protestante
Os cristãos protestantes têm denominado esses livros do Antigo Testamento como "apócrifos", pois neles haveria incoerências e falta de concretização de fatos narrados nesses livros, e não admitem a utilização desses nas suas listas, não os considerando divinamente inspirados.
Outro argumento apontado é de que foram escritos no período inter testamentário (período de 400 anos compreendidos entre o Novo e o Antigo testamento); ou seja, num período em que, segundo os teólogos reformadores, Deus não teria levantado nenhum profeta (também conhecido como "silêncio profético" ou "apostasia"). Porém, diferentemente para os que aceitam, eles baseiam sua opinião de que os profetas duraram até João Batista como diz na Bíblia no Evangelho de Lucas 16,16 e de Mateus 11,13: "A lei e os profetas duraram até João Batista". De forma que, aceitam não apenas por essas declarações, mas por seu conteúdo em si.